# Насруллаев, Насрулла Идаят оглы
Насрулла Идаят оглы Насруллаев (азерб. Nəsrulla İdayət oğlu Nəsrullayev; 24 октября 1920 — 26 апреля 1978) — советский и азербайджанский государственный и партийный деятель, 1-й секретарь Бакинского горкома КП Азербайджана (1961—1966 гг.), 1-й заместитель Председателя Госплана Азербайджанской ССР (1966—1969 гг.), министр связи (1969—1975 гг.) и министр лёгкой промышленности (1975—1978 гг.) Азербайджанской ССР, кавалер Орденов Трудового Красного Знамени и Октябрьской Революции.

## Биография
Насрулла Насруллаев родился 24 октября 1920 года в Баку.
С 1927 по 1933 гг. учился в семилетней школе № 9 Ворошиловского района Баку. В 1933 году поступил на электротехническое отделение Азербайджанского индустриального политехнического техникума. Ещё получая среднее специальное образование, в 1936 году, он начал работать дежурным техником в УЭС им. К. Маркса (управление «Азэнерго»).
Окончив в 1937 году техникум на отлично, Насруллаев в этом же году был направлен Министерством местной промышленности АзССР на учёбу на энергетический факультет АзИИ им. Азизбекова. Но трудовую деятельность он не прекратил, а начал преподавать в Фабрично-Заводском Училище Касптанкера (1939—1940 гг.), затем в Бакинском техникуме нефтяного машиностроения (1940—1941 гг.).
В 1941 году работал инженером по монтажу на строительстве заводов № 9 Наркомнефти и № 430 им. Андреева, после завершения строительства — на заводе им. Андреева, начальником участка, цеха. В 1944 году назначается главным энергетиком.
В 1942 году закончил учёбу в Азербайджанском индустриальном институте. В 1944 году вступил в ВКП(б).
В 1945 году был направлен на партийную работу инструктором отдела электростанций ЦК КП Азербайджанской ССР.
В 1947 году назначен директором ещё строящегося на тот момент Бакинского электромеханического завода (позднее — Бакинский электромашиностроительный завод и НПО «Азэлектромаш»), находившегося в подчинении Министерства электропромышленности СССР. Созданный на базе одного из цехов бывшего авиационного завода, с использованием репарационных немецких оборудования и материалов, завод стал предтечей всей электротехнической промышленности Азербайджана.
Ещё до завершения строительства завода Насруллаевым были организованы производственные участки по выпуску масляных трансформаторов и асинхронных электродвигателей.
После окончания Великой Отечественной войны Насрулла Насруллаев инициирует производство на заводе бытовых электроприборов (вентиляторов, нагревательных приборов и т. д.). Было также принято решение построить на базе этого производственного участка отдельный завод по выпуску бытового электрооборудования.
БЭМЗ стал известен, а его высокотехнологическая по тем временам продукция была востребована не только во всем СССР, но и в зарубежных странах. Так завод превратился в флагман научно-технического прогресса в СССР. Данный статус подтверждался не только инновационно-производственными показателями, но и значительным социальным развитием предприятия. Так, под руководством Насруллаева за эти годы для работников завода были возведены 3 комплекса жилых зданий по улице Ага Нейматулла (бывший поселок Монтина), Дворец культуры, пионерский лагерь и детский сад, а также поликлиника со стационаром. На самом БЭМЗ были организованы филиалы двух ВУЗов и одного техникума для повышения профессионального уровня рабочих и инженеров завода без отрыва от производства.
В 1960 г. Насруллаев был назначен начальником Управления электротехнической и приборостроительной промышленности в Совете Народного Хозяйства Азербайджанской ССР.
В 1961 году Насруллаев вернулся на партийную работу, получив назначение на должность Первого секретаря Бакинского городского комитета АзКП. В те годы в Баку был построен Зелёный театр, проведены трамвайные линии к промышленным предприятиям, находящимся на территории Наримановского района, реконструирован Приморский Бульвар. Особым направлением деятельности было строительство метро (начало функционировать с 1967 г.), планирование и проектирование станции метро «Улдуз» были инициированы  Насруллаевым.
В этот период Насруллаев избирается депутатом в Верховный Совет СССР (6-й созыв, 1962—1966 гг.). Позднее он становится заместителем Председателя Правления Союза Советских Обществ Дружбы. Насруллаев возглавлял первые делегации СССР для их отправки в развивающиеся страны Африки.
В 1963 году защитил кандидатскую диссертацию на тему «Вопросы специализации в электротехнической промышленности Азербайджана».
В 1966 году Насруллаев назначен заместителем Председателя Госплана Азербайджанской ССР, а в 1969 году — министром связи Азербайджанской ССР. Цветное телевидение в Азербайджане было внедрено в 1969 году по инициативе  Насруллаева.
В 1975 году Гейдар Алиев назначил Насруллаева министром лёгкой промышленности.
Скончался 26 апреля 1978 года, в возрасте 57 лет, после тяжёлой болезни.

## Семья
- Сын ─ Намиг (Намиг Насрулла оглы) Насруллаев ─ советский и азербайджанский государственный деятель Азербайджана, министр экономики (1996—2001)[2].

## Память

Мемориальная доска Насруллаеву в Баку. проспект Нефтяников, 93

Насруллаев Насрулла Идаят оглы похоронен в Баку, на Аллее почётного захоронения.
1 апреля 2006 года на доме, котором он жил (проспект Нефтяников 93) была установлена мемориальная доска.
В 1995 году Указом Президента Азербайджана БЭМЗ присвоено имя его первого директора — Насруллы Идаят оглы Насруллаева.